# Busto Arsizio
Busto Arsizio és un municipi italià, situat a la regió de la Llombardia i a la província de Varese. L'any 2016 tenia 83.314 habitants.

## Personatges il·lustres
- Carlo Speroni (Busto Arsizio, 1895 – 1969), atleta